# Josef Matouš
Josef Matouš (* 6. Januar 1942 in Poděbrady) ist ein ehemaliger tschechoslowakischer Skispringer.

## Werdegang
Sein internationales Debüt gab Matouš bei der Böhmischen Springertournee 1961, die er gewinnen konnte. Bei der Vierschanzentournee 1962/63 sprang er in Oberstdorf auf der Schattenbergschanze überraschend auf Anhieb auf Rang 15. Nach einem guten 20. Platz in Innsbruck landete er in Garmisch-Partenkirchen und Bischofshofen auf den Plätzen 12 und 18. Damit lag er nach Abschluss der Tournee mit 742,3 Punkten auf dem sehr guten 10. Platz der Gesamtwertung. 1963 gewann er zum zweiten Mal die Böhmische Springertournee. Bei der Vierschanzentournee 1963/64 konnte er an diese Leistungen nicht anknüpfen. Nach drei schwachen Springen erreichte er nur Rang 46 der Gesamtwertung.
Bei den Olympischen Winterspielen 1964, die zugleich als Nordische Skiweltmeisterschaft gewertet wurden, verpasste Matouš von der Toni-Seelos-Olympiaschanze in Seefeld in Tirol nur knapp eine Medaille und wurde Vierter. Von der Großschanze in Innsbruck landete er auf Platz 22. 1964 gewann er die Cortina Trophy, ein internationales Springen in Cortina d’Ampezzo.
Die Skisprungsaison 1964/65 begann Matouš mit der Vierschanzentournee 1964/65. In Oberstdorf erreichte er den 12. Platz, bei den weiteren Stationen verpasste er die Top 15. Dennoch belegte Matouš in der Gesamtwertung Rang 15. Ende Januar 1965 gewann er das erste internationale Freundschaftsturnier der Ostblockstaaten, auch Dreischanzentournee genannt. Im selben Jahr gewann er zudem die internationalen Springen in Semmering und Harrachov. Seine erfolgreichste Tournee bestritt er ein Jahr später mit der Vierschanzentournee 1965/66. Nachdem er dabei in Oberstdorf auf Platz acht landete, konnte er auf der Großen Olympiaschanze in Garmisch-Partenkirchen ebenfalls auf Platz acht springen. In Innsbruck auf der Bergiselschanze landete er schließlich auf Platz vier und verpasste damit nur knapp seinen ersten Podestplatz. Auf der Paul-Außerleitner-Schanze in Bischofshofen landete er schließlich nur auf einem enttäuschenden 40. Platz. Damit verpasste er ein besseres Ergebnis in der Gesamtwertung und wurde am Ende nur Neunte. Trotz dieses guten Ergebnisses legte er im Anschluss an die Tournee eine zweijährige Tournee-Pause ein.
Bei der Nordischen Skiweltmeisterschaft 1966 in Oslo belegte er beim Springen auf der Großschanze den 41. Platz. 1967 gewann er den Tatra Cup.
Bei der Vierschanzentournee 1968/69 erreichte Matouš in Oberstdorf mit dem dritten Platz sein erstes Podium bei der Tournee. Nach Rang 12 in Garmisch-Partenkirchen und Rang 11 in Innsbruck beendete er die Tournee ohne in Bischofshofen zu starten als 47. der Gesamtwertung. Beim Sapporo International gewann er 1969 das Springen von der Großschanze. Bei der Vierschanzentournee 1969/70 landete er auf der Schattenbergschanze erneut auf dem dritten Platz. In Garmisch-Partenkirchen hatte er die Chance auf ein erneutes Podium, verpasste dies aber als Vierter nur knapp. Es war jedoch sein letzter Top-10-Platz der Karriere. Die Tournee beendete er auf Platz 12 der Gesamtwertung. Bei der kurz darauf stattfindenden Nordischen Skiweltmeisterschaft 1970 in Štrbské Pleso belegte Matouš von der Normalschanze den 48. Platz. Von der Großschanze belegte er Rang 13. Im gleichen Jahr gewann er zudem die internationale Skiflug-Woche.
Nach einem weiteren Jahr Pause startete Matouš erneut bei der Vierschanzentournee 1971/72. Dabei erreichte er jedoch mit Platz 23 in Oberstdorf sein bestes Ergebnis. Alle weiteren Springen verliefen erfolglos. Auch in der Gesamtwertung landete er mit Platz 49 auf dem schlechtesten Gesamtrang seiner Karriere. 1972 gewann er den Beskidy Cup. Bei seiner letzten Vierschanzentournee 1973/74 konnte er sich noch einmal deutlich verbessern und erreichte zwei Top-20-Platzierungen, darunter Platz 11 in Garmisch-Partenkirchen. In der Gesamtwertung lag er mit 823,1 Punkten am Ende der Tournee auf Platz 23.
In seiner Karriere gewann Matouš insgesamt fünf nationale Titel.

## Erfolge

### Vierschanzentournee-Platzierungen
| Saison  | Platz | Punkte |
| ------- | ----- | ------ |
| 1962/63 | 10.   | 742,3  |
| 1963/64 | 46.   | 669,8  |
| 1964/65 | 15.   | 757,6  |
| 1965/66 | 09.   | 786,4  |
| 1968/69 | 47.   | 635,7  |
| 1969/70 | 12.   | 849,3  |
| 1971/72 | 49.   | 764,5  |
| 1973/74 | 23.   | 823,1  |

### Ungültig Schanzenrekord
| #         | Schanze                         | Ort     | Land        | Weite   | aufgestellt am | Rekord bis |
| --------- | ------------------------------- | ------- | ----------- | ------- | -------------- | ---------- |
| Berührung | Velikanka bratov Gorišek (K153) | Planica | Jugoslawien | 151,0 m | 21. März 1969  | Ungültig   |